# Rockwell City
Rockwell City est une ville du comté de Calhoun, en Iowa, aux États-Unis. 
La ville est baptisée en l'honneur de John M. Rockwell et sa femme Charlotte M. Rockwell. Elle est fondée en 1876 et incorporée le 2 mai 1882.

## Source de la traduction
- (en) Cet article est partiellement ou en totalité issu de l’article de Wikipédia en anglais intitulé « Rockwell City, Iowa » (voir la liste des auteurs).